# Кыдыршаев, Эмир-Хан Камчыбекович
Эмир-Хан Кыдыршаев (кирг. Эмир-Хан Кыдыршаев; род. 29 апреля 2005 год, Бишкек) — кыргызстанский футболист, игрок клуба «Мурас Юнайтед» и молодёжной сборной Кыргызстана.

## Биография
Эмир-Хан Кадыршаев родился в семье кыргызского политического деятеля Камчыбека Ташиева. Начал заниматься в ошской академии футбола имени Асыла Момунова с восьми лет. Некоторое время выступал за дубль бишкекского клуба «Илбирс». В подростковом возрасте футболиста просматривали в московском «Спартаке», но он не устроил тренеров. В 2020 году Эмир-Хан по инициативе скаутов «Перуджи» начал обучение в академии Паоло Росси. В 2021 году футболист переехал в Испанию. Получил приглашение от «Леванте», но в итоге оказался в академии «Барселоны».
Первым клубом Кыдыршаева стала команда из Каталонии — выступающая в одной из низших лиг Испании «Сант-Кугат», куда он перешёл в 2023 году. В январе 2025 года Кыдыршаев подписал контракт с клубом «Тренчин». За полгода в команде Кыдыршаев так и не дебютировал. По окончание сезона подписал контракт с клубом «Мурас Юнайтед». Впервые попал в заявку клуба на официальный матч против ОшМУ 26 июля. Дебютировал за клуб 2 августа в матче кыргызской Премьер-Лиги против «Нефтчи» (4:1).

## Сборная
Кыдыршаев дебютировал в матче за сборную Кыргызстана до 20 лет 5 июля 2024 года в товарищеском матче против Афганистана. Футболист вышел на поле во втором тайме, а Кыргызстан победил со счётом 4:0. Уже в следующем матче, против Таджикистана, Эмир-Хан вышел в стартовом составе и с капитанской повязкой. С тех пор Кыдыршаев является капитаном молодёжной сборной на постоянной основе. Осенью 2024 года Кыдыршаев вместе со сборной Кыргызстана успешно выступил в квалификации Кубка Азии-U-20, в том числе удалось сыграть вничью с лидером континента Японией (1:1) и завоевать путёвку на этот турнир. Кыдыршаев в качестве капитана выходил в первых двух матчах Кубка Азии U-20. Выйти из группы сборная не сумела.
В мае 2024 года Эмир-Хан Кыдыршаев впервые был включён Штефаном Тарковичем в расширенный список игроков национальной сборной Кыргызстана и вызван на сборы в преддверии матчей квалификации чемпионата мира-2026. В июле 2025 года Эдмар включил игрока в состав олимпийском сборной Кыргызстана для участия в турнире «Четырёх наций». Кыдыршаев дебютировал за олимпийскую сборную Кыргызстана в матче против Омана